# Günther Wiktor (książę Schwarzburg-Rudolstadt)
Günther Wiktor von Schwarzburg-Rudolstadt (ur. 21 sierpnia 1852 w Rudolstadt; zm. 16 kwietnia 1925 w Sondershausen) – był ostatnim panującym księstw Schwarzburg-Rudolstadt i Schwarzburg-Sondershausen. W latach 1918–1925 był głową domu Schwarzburg. 

## Życiorys
Günther Wiktor pochodził z bocznej linii książąt Schwarzburg-Rudolstadt. Był synem księcia Adolfa (1801–1875) i księżniczki Matyldy von Schönburg-Waldenburg (1826–1914), córki księcia Ottona Wiktora von Schönburg-Waldenburg (1785–1859). W latach 1863–1868 uczęszczał książę na prywatne lekcje u pastora Pawła Leo. Następnie uczył się w gimnazjum humanistycznym w Dreźnie. Od 1868 roku przygotowywany był do kariery wojskowej. Podróżował, między innymi do Belgii, Francji i Anglii. 
W okresie trwania wojny francusko-pruskiej Günther Wiktor przerwał naukę. Służył w pułku swojego szwagra wielkiego księcia Fryderyka Franciszka II. W 1871 roku został urlopowany ze służby. Studiował prawo oraz historię sztuki na uniwersytecie w Lipsku. W 1874 roku powrócił do służby wojskowej. Służył najpierw jako porucznik a potem kapitan w 13 Pułku Ułanów w Hanowerze. W styczniu 1890 roku po śmierci swego wuja Jerzego Alberta został kolejnym władcą księstwa Schwarzburg-Rudolstadt.
Księstwo Schwarzburg-Rudolstadt było monarchią konstytucyjną. Günther Wiktor działał w ramach przysługujących mu prerogatyw. Prowadził bardzo zachowawczą politykę. 28 marca 1909 roku zmarł książę Karol Günther, ostatni przedstawiciel linii książąt von Schwarzburg-Sondershausen. Na mocy traktatów podpisanych w 1713 Günther Wiktor przejął władzę nad tym księstwem. W 1918 roku w wyniku rewolucji listopadowej w Cesarstwie Niemieckim, książę Günther Wiktor abdykował 22 listopada 1918, a w księstwie proklamowano republikę. Od 1918 roku aż do śmierci pozostawał osobą prywatną.

## Małżeństwo i rodzina
Dnia 8 listopada 1891 roku książę Günther Wiktor poślubił księżniczkę Annę Luizę (1871–1951), córkę księcia Jerzego von Schönburg-Waldenburg (1828–1900) i księżniczki Luizy von Bentheim-Tecklenburg (1844–1922). Para nie doczekała się potomstwa. Jedyne dziecko zmarło tuż po narodzeniu 3 września 1892 r.

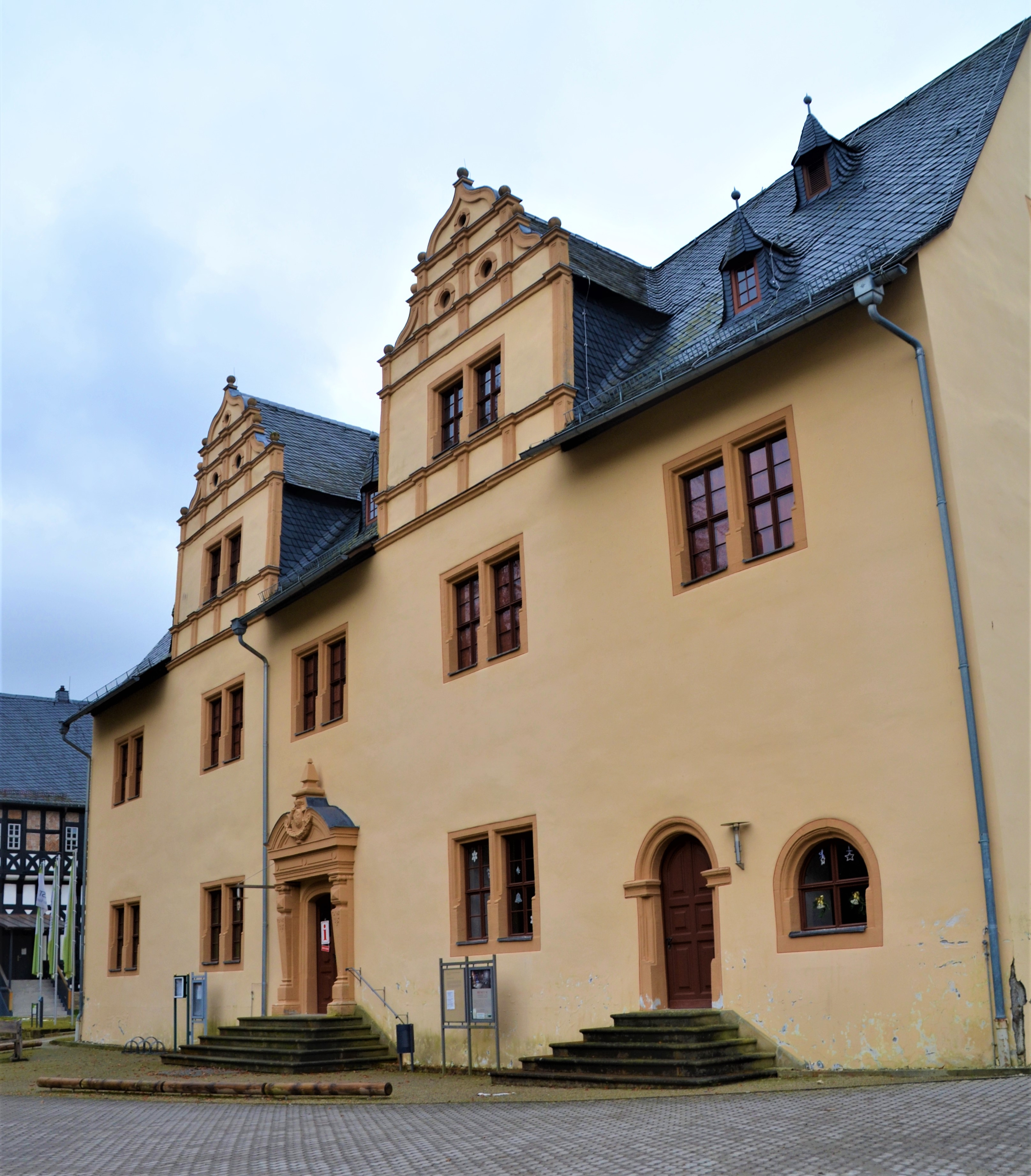
Fronton pałacu księcia w Paulinzella(inne języki)
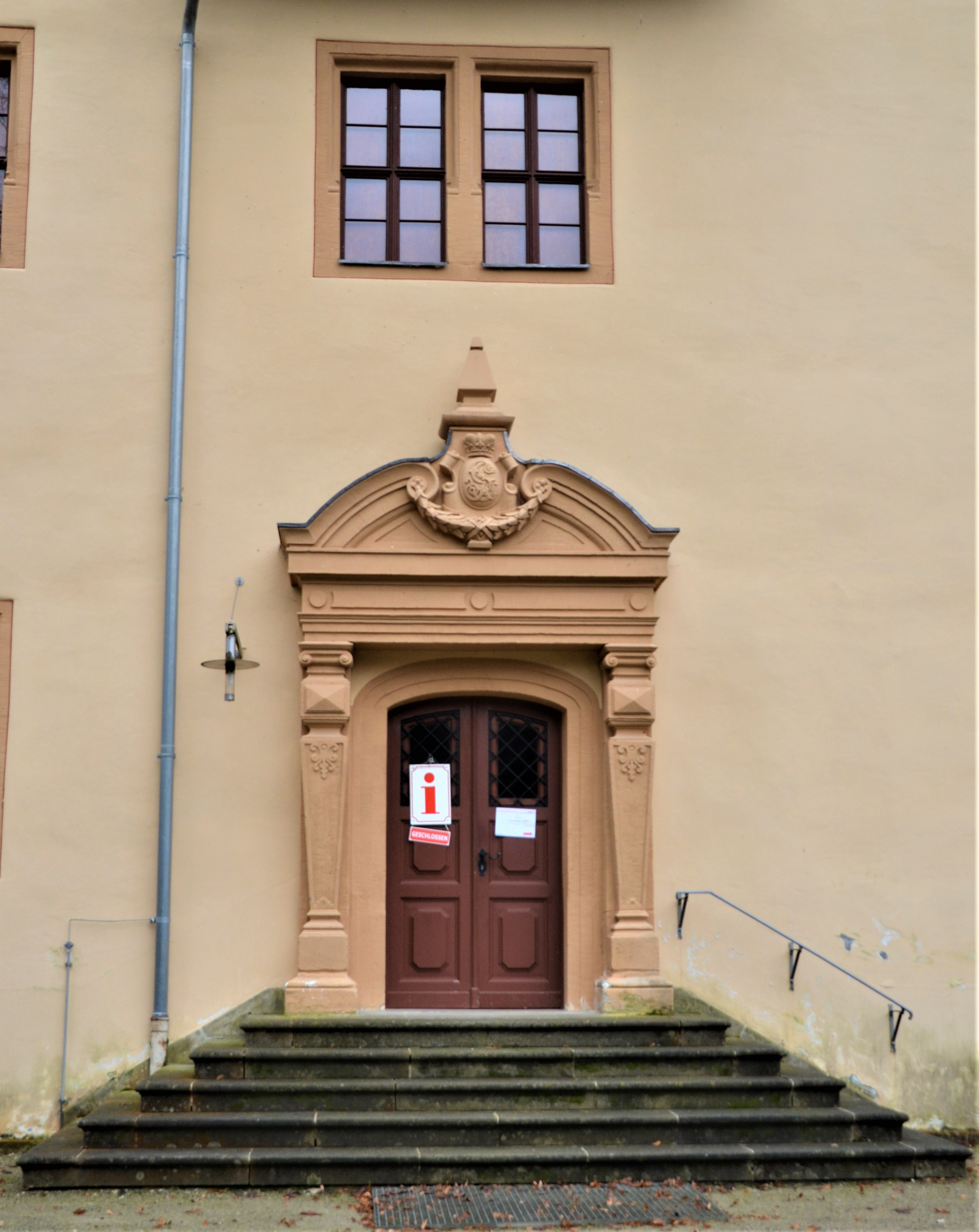
Portal pałacu księcia w Paulinzella(inne języki)